# Newcastelia
Newcastelia, biljni rod iz porodice medićevki smješten u tribus Chloantheae dio potporodice Prostantheroideae. Pripada mu 9 endemskih vrsta grmova u Australiji.

## Etimologija
Latinsko ime roda dolazi po Henryju Pelhamu Clintonu, 5. vojvodi od Newcastlea (1811–64), državnog tajnika za kolonije 1852–54; osigurao je sredstva za ekspediciju A. C. Gregoryja u sjevernu Australiju 1855., na kojoj je Ferdinand von Mueller bio botaničar (često se piše Newcastlia). 

## Opis
Maleni višegodišnji zimzeleni grmovi; bez eteričnih ulja; nisu smolasti, bez bodljika. Oprašivanje entomofilno (kukcima). Plodni cvjetovi su hermafroditi, nema jednospolnih cvjetova.

## Vrste
1. Newcastelia bracteosa F.Muell.
2. Newcastelia cephalantha F.Muell.
3. Newcastelia cladotricha F.Muell.
4. Newcastelia clavipetala T.C.Wilson & Radunz
5. Newcastelia hexarrhena F.Muell.
6. Newcastelia interrupta Munir
7. Newcastelia roseoazurea Rye
8. Newcastelia spodiotricha F.Muell.
9. Newcastelia velutina Munir